# North Battleford (Saskatchewan)

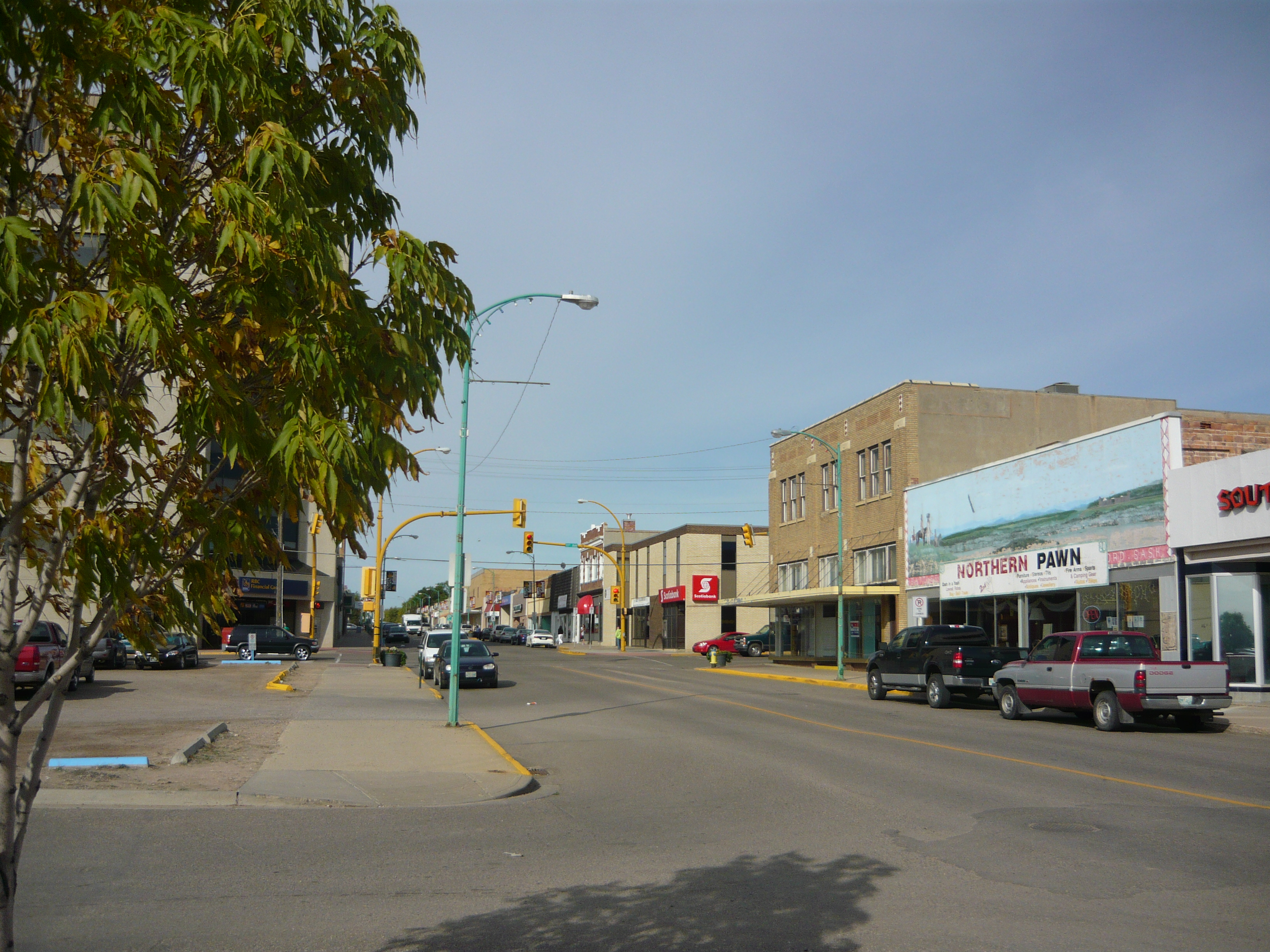
Área comercial da cidade de North Battleford, província de Saskatchewan, Canadá. A imagem mostra vista da 101st Street, sentido norte.

North Battleford é uma cidade do Canadá, província de Saskatchewan. Sua área é de 33.51 km², e sua população é de 13.190 habitantes.